# Обсада на Силиврия (1346)
Обсадата на Силиврия е сражение на ромейски войски, предвождани от Добротица и друг ромейски гарнизон, командван от простостратор Факрас, верен на византийския претендент и бъдещ император Йоан VI Кантакузин.
По време на гражданската война във Византия, през 1346 г. Добротица начело на български и ромейски войски прави опит да превземе крепостта Силиврия която по това време е под контрола на претендента Кантакузин.
Българският вледетел претърпява поражение и едва успява да избяга